# Kevin Harvick
Kevin Michael Harvick (* 8. Dezember 1975 in Bakersfield, Kalifornien), auch bekannt als Happy Harvick ist ein ehemaliger US-amerikanischer Rennfahrer und Fahrzeugbesitzer. Er fuhr zuletzt den Ford Mustang mit der Startnummer 4 in der Monster Energy NASCAR Cup Series. In der NASCAR Camping World Truck Series fuhr er die Fahrzeuge seines eigenen Teams. Er war der Besitzer des #33 Camping World Chevrolet Silverado und des #33 Old Spice / The Outdoor Channel in der Camping World Truck Series  und des #77 Dollar General Chevrolet in der Xfinity Series. Die Startnummer 33 von Ron Hornaday junior gewann die Meisterschaft in der NASCAR-Craftsman-Truck-Series-Saison 2007. Es war Harvicks erster Titel als Team-Besitzer. 2014 gewann er den NASCAR Sprint Cup.

## Karriere

### Anfänge
1980 kauften ihm seine Eltern Mike und JoNell zur Beendigung des Kindergartens einen Gokart. Kurz nachdem Harvick ein erfolgreicher junger Rennfahrer geworden war, begann er 1992 das halbzeitige Fahren in der NASCAR AutoZone Elite Division, Southwest Series. Nachdem er 1995 ein Vollzeitfahrer wurde, stieg er 1997 zur NASCAR West Series auf. 1998 wurde er dann für das Team Spears Motorsports der Champion dieser Serie.

### NASCAR
In der Craftsman Truck Series feierte er sein Debüt 1995 auf dem Mesa Marin Raceway.
In der Nationwide Series fuhr er zum ersten Mal am 23. Oktober 1999 beim Kmart 200 auf dem North Carolina Speedway. Er startete das Rennen als 24. und beendete es nach einem Motorschaden als 42. In der kommenden Saison unterschrieb er bei Richard Childress Racing für das Fahren des #2-AC-Delco-Autos in seiner ersten ganzjährig gefahrenen Saison. Die 2007er Saison startete er mit dem Gewinn des Orbitz 300 in Daytona. Dies war sein erster Sieg für den Sponsor AutoZone in der NASCAR Busch Series. Den nächsten Sieg fuhr er auf dem New Hampshire International Speedway mit dem Gewinn des Camping World 200 presented by RVs.com ein. Außerdem gewann er das NAPA Auto Parts 200 auf dem Circuit Gilles-Villeneuve.

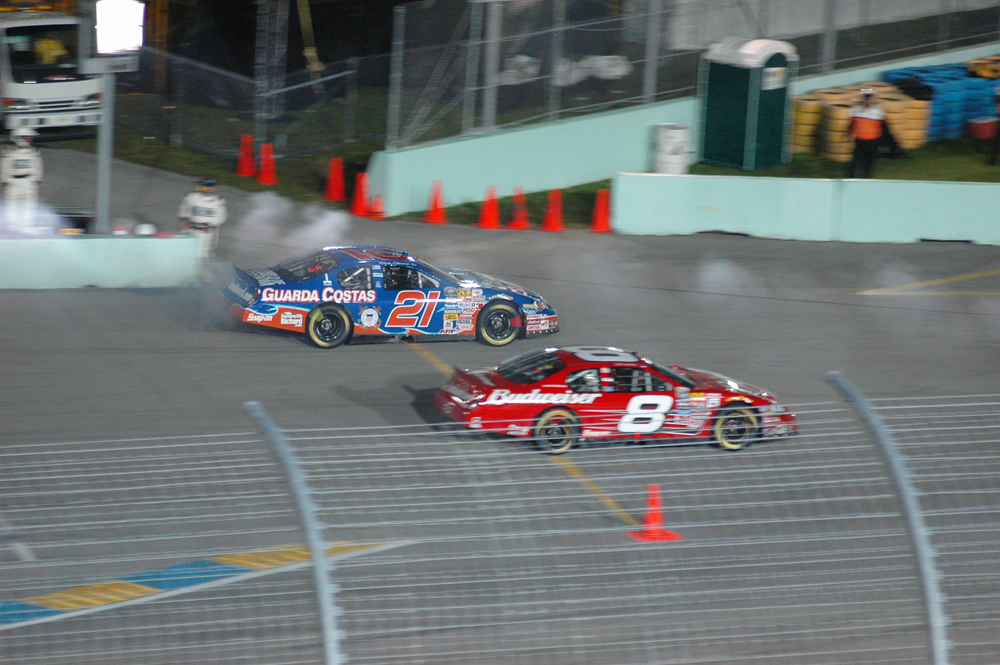
Kevin Harvick und Dale Earnhardt, Jr. beim Ausbeschleunigen aus der Boxengasse, 2006

Im Sprint Cup wurde er 2001 von Richard Childress für das Fahren eines dritten Wagens vom Sponsor American Online eingeplant. Harvick sollte im Auto mit der Nummer #30 die komplette Saison 2002 fahren. Childress’ Pläne wurden dann aber durch den Tod der Rennfahrerlegende Dale Earnhardt durchkreuzt, und so setzte er Harvick als Ersatzmann für Dale Earnhardt ein.
Drei Wochen nach dem Tod Earnhardts am 11. März gewann Harvick sein erstes Rennen im damaligen Winston Cup und heutigen Nextel Cup auf dem Atlanta Motor Speedway im Fotofinish gegen Jeff Gordon, was Earnhardt-Fans an dessen Zieleinlauf gegen Bobby Labonte im Vorjahr erinnerte. Im selben Jahr gewann er noch ein weiteres Rennen und wurde Rookie of the Year und Gesamt-Neunter.
Das Jahr 2007 begann für Harvick mit verhältnismäßig vielen Wechseln seiner Großsponsoren, beispielsweise trägt er jetzt das Shell-Wappen, eine Muschel, auf der Motorhaube. Er gewann das erste Saisonrennen, das Daytona 500, und kassierte somit eine Siegprämie in Höhe von einer Million Euro.
Kevin Harvick gewann die NASCAR Nextel All-Star Challenge 2007.
2008 wurde er guter Vierter in der Sprint-Cup-Gesamtwertung, er konnte jedoch kein Rennen gewinnen. In die Saison 2009 startete er mit einem Sieg im Budweiser Shootout. 2011 gewann er das Coca-Cola 600 in Charlotte.
2014 gewann er in seiner 14. Saison die Gesamtwertung im NASCAR Sprint Cup.

## Teams

### NASCAR Cup Series
Stewart Haas Racing: #4 Ford Mustang

### Xfinity Series
- Unbekannt: #65 Invinca-Shield Chevrolet
- Richard Childress Racing: #2 ACDelco Chevrolet, #29 GM Goodwrench/Sonic Drive-In/Rockwell Automation/Powerade/Reese’s/Hershey’s Chevrolet, #21 PayDay/Reese’s/U.S. Coast Guard/AutoZone Chevrolet
- Kevin Harvick Incorporated: #33 Outdoor Channel/Dollar General/RoadLoans.com/Bounty Chevrolet, #77 Dollar General Chevrolet

### Camping World Truck Series
- Harvick Racing: #72 Chevrolet
- Spears Motorsports: #79/#75 Spears Manufacturing Chevrolet
- Liberty Racing: #98 Porter-Cable Power Tools Chevrolet
- Morgan-Dollar Motorsports: #47 Kiss (band)|KISS Chevrolet
- Kevin Harvick Incorporated: #6 Sonic Drive-In Chevrolet, #92 GM Goodwrench/Yard-Man Chevrolet, #2 Camping World Chevrolet